# Pauwkoekoek
De pauwkoekoek (Dromococcyx pavoninus) is een vogel uit de familie Cuculidae (koekoeken).

## Verspreiding en leefgebied
Deze soort komt voor van Guyana tot noordelijk Argentinië.